# 马步康
马步康，马家军成员，回族将领和军阀。他是马兴旺的第五子马海瀚之孙，马政之子。中华民国年间，他在甘肃周边有一支军队。他的绰号是“小大马”。在堂弟马仲英失踪后，西甘肃无人管领，他控制了那里。
日本战机轰炸西宁时，马步康和堂弟马步芳在商量兵力调动和补充抗日前线的堂叔马彪师兵员补充之事。
第二次世界大战期间，马步康统领骑五军第八师抗日。1942年夏，他接替马彪为第八师师长，继续抗日。
子午岭战役期间，他对共产党作战。后与马步芳逃到沙特阿拉伯，一年后搬家到埃及开罗。